# طور نهائي

الصورة توضح مرحلة الطور النهائي وانقسام السيتوبلازم في الانقسام المتساوي.

الطور النهائي أو الطور الانتهائي (بالإنجليزية: telophase)‏ يعتبر الطور النهائي آخر مرحلة في كلٍ من الانقسام المتساوي والانقسام المنصف في حقيقيات النوى.
يبدأ الطور النهائي فوراً بعدما يتم فصل، ومن ثم سحب كل زوج من الكروموسومات المتضاعفة إلى قطبي النواة.
أثناء هذه المرحلة تنعكس تأثيرات كل من الطور التمهيدي والطور ما قبل الاستوائي (والتي تتمثل بانحلال واختفاء كل من النوية وغشاء النواة). بمعنى آخر، تتلخص هذه المرحلة بتشكل نواتين ابنتين (وليدتين) وتظهر من جديد نوية في كلتاهما. كما تنحل الكروموسومات إلى كروماتين (المتواجد عادةً في الطور البيني).
إضافةً إلى ذلك، يقوم الفوسفوتاز بفسفرة الخيوط النووية nuclear lamins (نوع مهم من أنواع الخيوط المتوسطة) في كلا قطبي الخلية، مشكلاً بذلك غشاء النواة من جديد عن طريق استخدام عناصر الغشاء النووي للخلية الأم.
يوجد نظريتين تخص كيفية حدوث ذلك، أحدهما:
اندماج الحويصلة: عندما تندمج أجزاء من الغشاء النووي الأصلي لإعادة بناء الغشائين النووين الوليدين.
مدة الطور النهائي تمثل 2%من كامل مدة دورة الخلية.

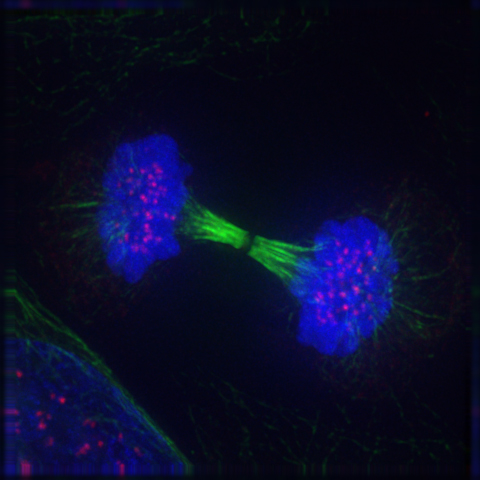
عودة ظهور الغشاء النووي والنوية، الطور النهائي.

يبدأ انقسام السيتوبلازم عادةً قبل الطور النهائي الثاني.